# Josef Ogoun
Josef Ogoun, křtěný Josef Bartoloměj Ogoun (25. srpna 1889 Počenice – 1. ledna 1952 Praha) byl profesor Prvního českého dívčího gymnasia Minerva v Praze, který za protektorátu ukrýval ve svém bytě v Dejvicích parašutisty z výsadku Anthropoid Jozefa Gabčíka a Jana Kubiše, otec významného českého choreografa Luboše Ogouna.

## Život
Josef Ogoun se narodil 25. srpna 1889 v obci Počenice nedaleko Kroměříže do rodiny místního řezníka Tomáše Ogouna a jeho ženy Kateřiny Ogounové rozené Strašákové ze Srbcí.. Vystudoval gymnázium v Kroměříži, v letech 1909–1919 studoval na Filozofické fakultě České Karlo-Ferdinandovy univerzity (dnes Filozofická fakulta Univerzity Karlovy v Praze), kterou absolvoval 20. prosince 1919 jako doktor filozofie. Za první světové války se jako dobrovolník v letech 1918–19 zúčastnil bojů na Těšínsku a Slovensku.
V letech 1915–1942 učil latinu, řečtinu, francouzštinu a matematiku v Praze na Prvním českém dívčím gymnasiu Minerva, později přejmenovaném na Gymnázium Elišky Krásnohorské. Jeho manželka Marie (1900–1967) bývala jeho žačkou na gymnáziu, později pracovala ve Vojenském historickém ústavu. Manželé Ogounovi měli dva syny: Milana a Bohumila (Luboše). Syn Milan Ogoun (1921–2009) se stal uznávaným odborníkem v oboru ekologických technologií, později působil ve Výzkumném ústavu energetickém v Praze. Mladší syn Luboš Ogoun, vlastním jménem Bohumil Ogoun (18. února 1924 – 14. února 2009) byl v letech 1947–1964 trenérem československého družstva gymnastek a trénoval několikanásobnou mistryni světa Evu Bosákovou. Proslavil se jako taneční choreograf, byl autorem několika set choreografií v operách, operetách, muzikálech, činohrách, televizi i filmu. V roce 1938 odešel Josef Ogoun ze zdravotních důvodů do výslužby.

## Odboj a ukrývání parašutistů
Hned z kraje druhé světové války se zapojil do odboje. Po uzavření vysokých škol 17. listopadu 1939 u sebe schovával nacisty pronásledovaného studenta. V noci z 28. na 29. prosinec 1941 seskočili u obce Nehvizdy parašutisté z výsadku Anthropoid, Jozef Gabčík a Jan Kubiš, jejichž hlavním úkolem bylo odstranění zastupujícího říšského protektora Reinharda Heydricha. Parašutisté se skrývali v ilegalitě pod falešnými jmény a z důvodu bezpečnosti často měnili svá místa pobytu. Roku 1942 v polovině dubna (či polovině května informace se liší dle zdroje, sám J. Ogoun udává ve svých pamětech polovina dubna) se na Josefa Ogouna obrátil odbojář Petr Fafek, jehož dceru Relu Fafkovou na gymnáziu v minulosti vyučoval. Poprosil ho, zda nemohl u sebe na nějaký čas ubytovat dva parašutisty. Josef Ogoun se rozhodl žádosti vyhovět, a tak se Jan Kubiš a Jozef Gabčík ubytovali u Ogounových v Lipské ulici (dnes Václavkově 335/18) v Dejvicích a představili se jim pod krycími jmény Zdeněk Vyskočil (Gabčík) a Jarka Navrátil (Kubiš).
Dle vzpomínek Josefa Ogouna, jak je po válce sepsal a vydal vlastním nákladem v publikaci Pravda o Heydrichovi, u nich přebývali Gabčík s Kubišem od začátku května až do 27. května 1942, kdy ráno z jejich dejvického bytu vyrazili do Libně, kde provedli úspěšný útok na Reinharda Heydricha (dle jiné verze Gabčík přenocoval z 26. na 27. květen 1942 na Proseku u Václava Smrže a ráno vyzvedl Kubiše u Václava Khodla ve Vysočanech, odkud se vydali na "místo činu"). V bytě Ogounových je rovněž pravidelně navštěvoval "Strejda Hajský" (že jde o Jana Zelenku-Hajského Ogounovi nevěděli) a jednou přišel s ním i Adolf Opálka.
Některé zdroje uvádí, že Gabčík s Kubišem si vypůjčili od synů Ogounových aktovky, čepici a kabát a že Kubiš do Milanovy aktovky schoval výbušniny. Vyšetřování nicméně prokázalo, že jedna z aktovek zajištěná na místě činu zcela zjevně patřila Josefu Svatošovi, jak ve své výpovědi uvedl Karel Čurda. Mezi věcmi, které nacisté nalezli na místě atentátu, byla i čepice, která měla patřit Luboši Ogounovi. Aby Ogounovi zakryli stopy vedoucí k nim, nechali ušít přes známého čepici novou.
V noci ze 27. na 28. května probíhaly po celé Praze razie a Němci pátrali po dvojici atentátníků. Ogounovi přečkali domácí prohlídku a kabát (s náboji v kapsách), který zde zanechal Gabčík, zůstal nepovšimnut. Večer 28. května dorazil k Ogounům Kubiš a Marie Ogounová mu ošetřila zranění., které mu předtím ošetřila smluvená lékařka. Jiné zdroje však uvádějí, že Kubiš strávil noc z 27. na 28. května 1942 u Jaroslava Piskáčka ve Vysočanech, kde ho ošetřil dr. Břetislav Lyčka, druhý den neúspěšně hledal Gabčíka u rodiny Václava Khodla a poté dorazil do bytu Petra Fafka, odkud následující den, tj. 29. června, odešel do úkrytu v kryptě kostela sv. Cyrila a Metoděje, kde se postupně ukrylo sedm parašutistů z pěti různých výsadků.
Kde přesně se Gabčík s Kubišem poté ukrývali, Ogounovi netušili, od Jana Kubiše a od Fafků věděli jen to, že jsou někde v centru Prahy v kryptách. Poslali jim ještě přikrývky a nějaké potraviny. Až po boji v kostele sv. Cyrila a Metoděje se dozvěděli podrobnosti z tisku.
O tom, že Kubiš a Gabčík bydleli u Ogounových, věděli jen Fafkovi a Jan Zelenka-Hajský. Ten se stačil otrávit jedem, když ho do jeho bytu přišlo zatknout gestapo. Josef Ogoun se v době zatýkání nechal 17. června 1942 dobrovolně hospitalizovat v psychiatrické léčebně v Kroměříži (předstíral, že je duševně nemocný).
Josef Ogoun sepsal své vzpomínky a na jaře roku 1944 zakopal 14stránkový rukopis pod tribunu na hřišti Slavie v Praze. Ten ale shořel během květnových bojů v roce 1945. Po osvobození sepsal paměti znovu a vlastním nákladem je vydal.

## Dovětek
Díky mlčenlivosti Petra Fafka a jeho rodiny nebyli Ogounovi prozrazeni a dožili se jako jedni z mála spolupracovníků parašutistů konce války. Petr Fafek se manželkou a dcerami byli popraveni 24. října 1942 v koncentračním táboře Mauthausen spolu s dalšími podporovateli parašutistů a jejich příbuznými. Josef Ogoun zemřel v roce 1952 a jeho manželka v roce 1967. Syn Luboš Ogoun se stal známým baletním choreografem, starší syn Milan působil ve Výzkumném ústavu energetickém v Praze. Oba zemřeli v rozmezí šestí týdnů v únoru a březnu 2009. Jeho vnuk (syn Milana Ogouna), Aleš Ogoun (* 1954) je malíř a vysokoškolský pedagog.

## Galerie

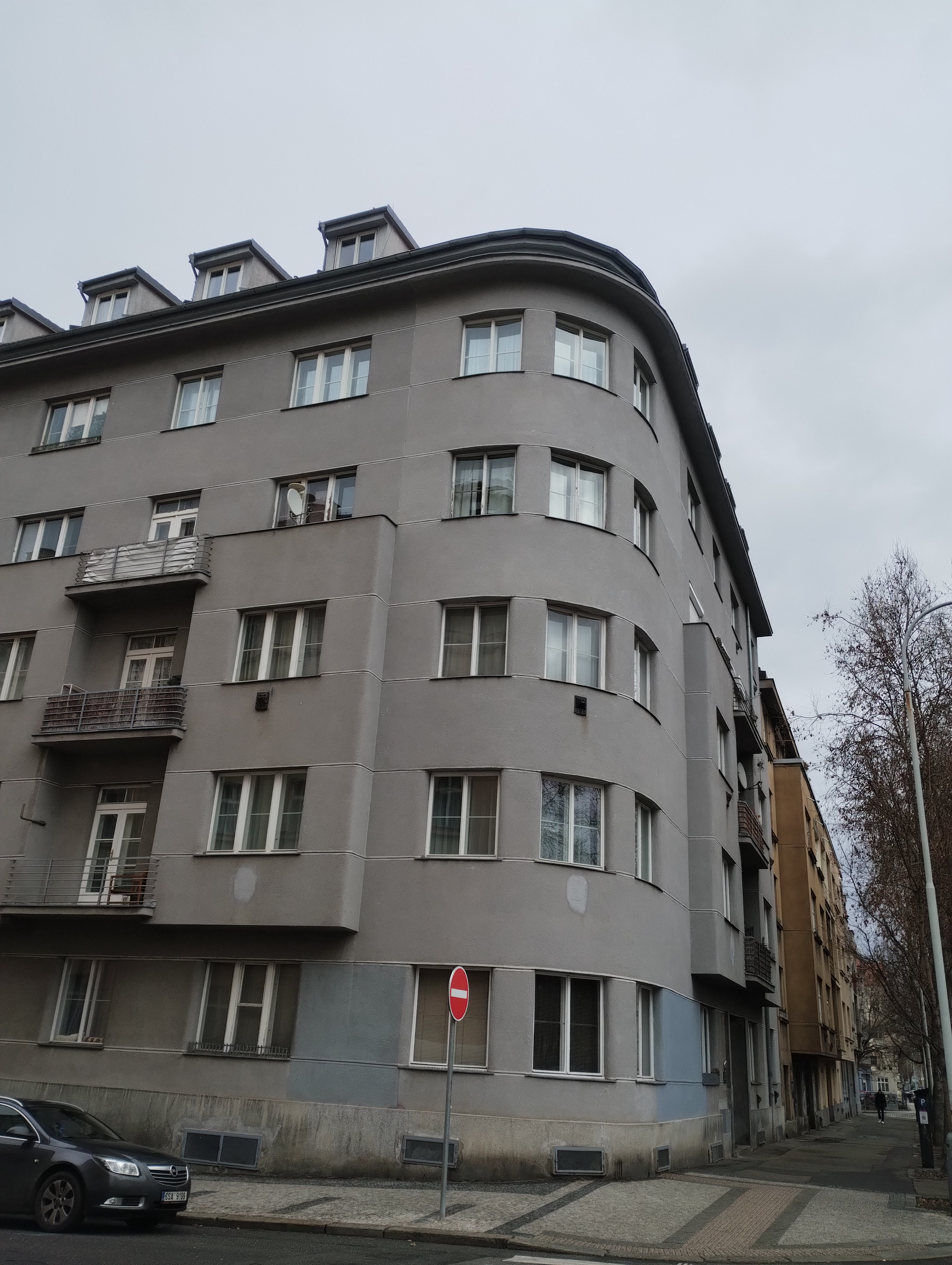
Dům, kde Ogounovi bydleli - Václavkova 335/18, Praha 6 - Dejvice
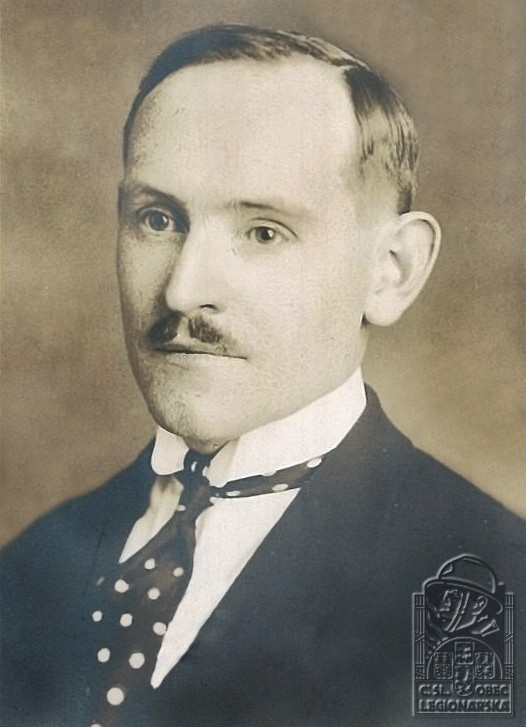
Petr Fafek
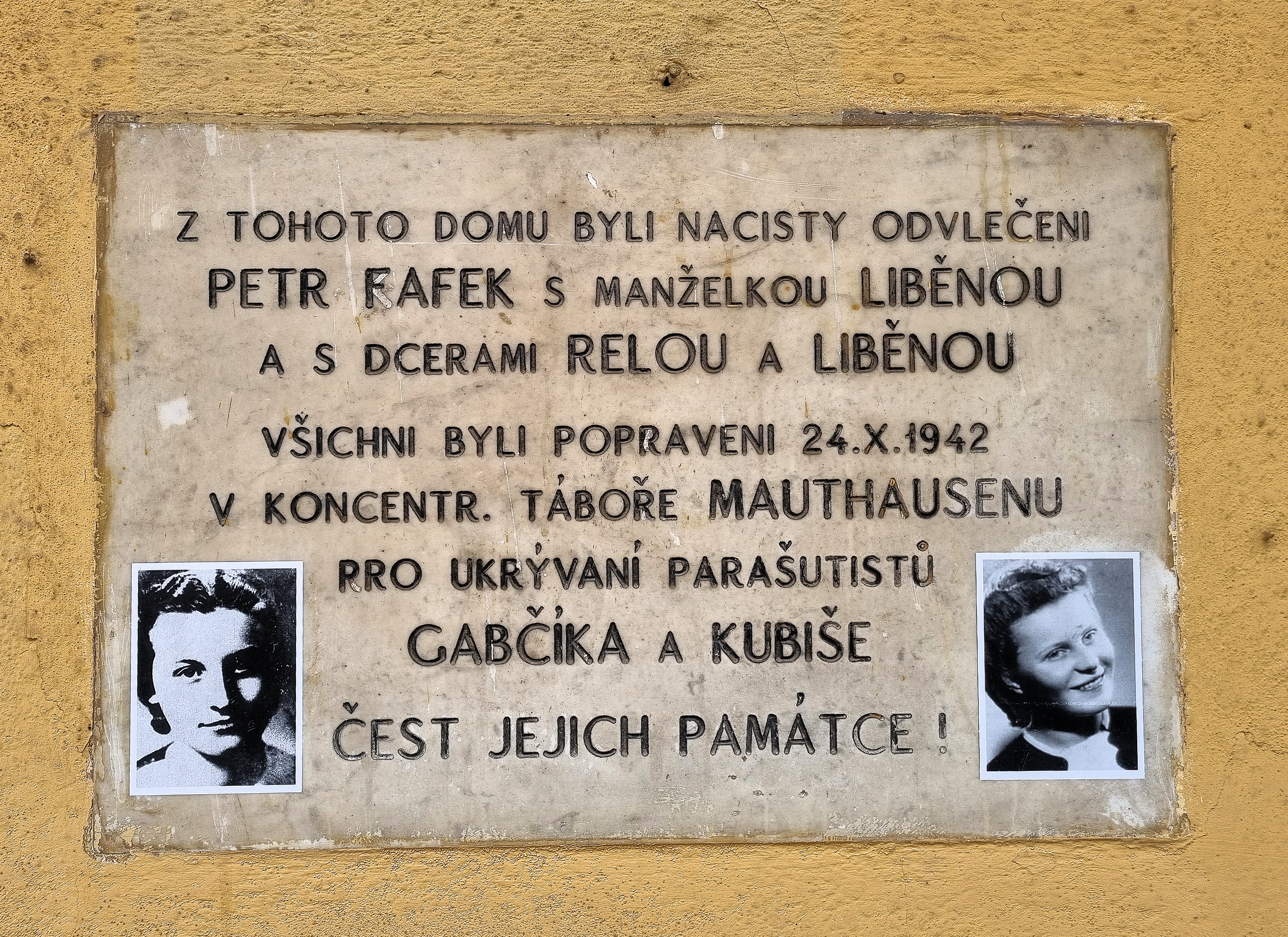
Pamětní deska rodiny Fafkovy v Kolínské ulici v Praze 3
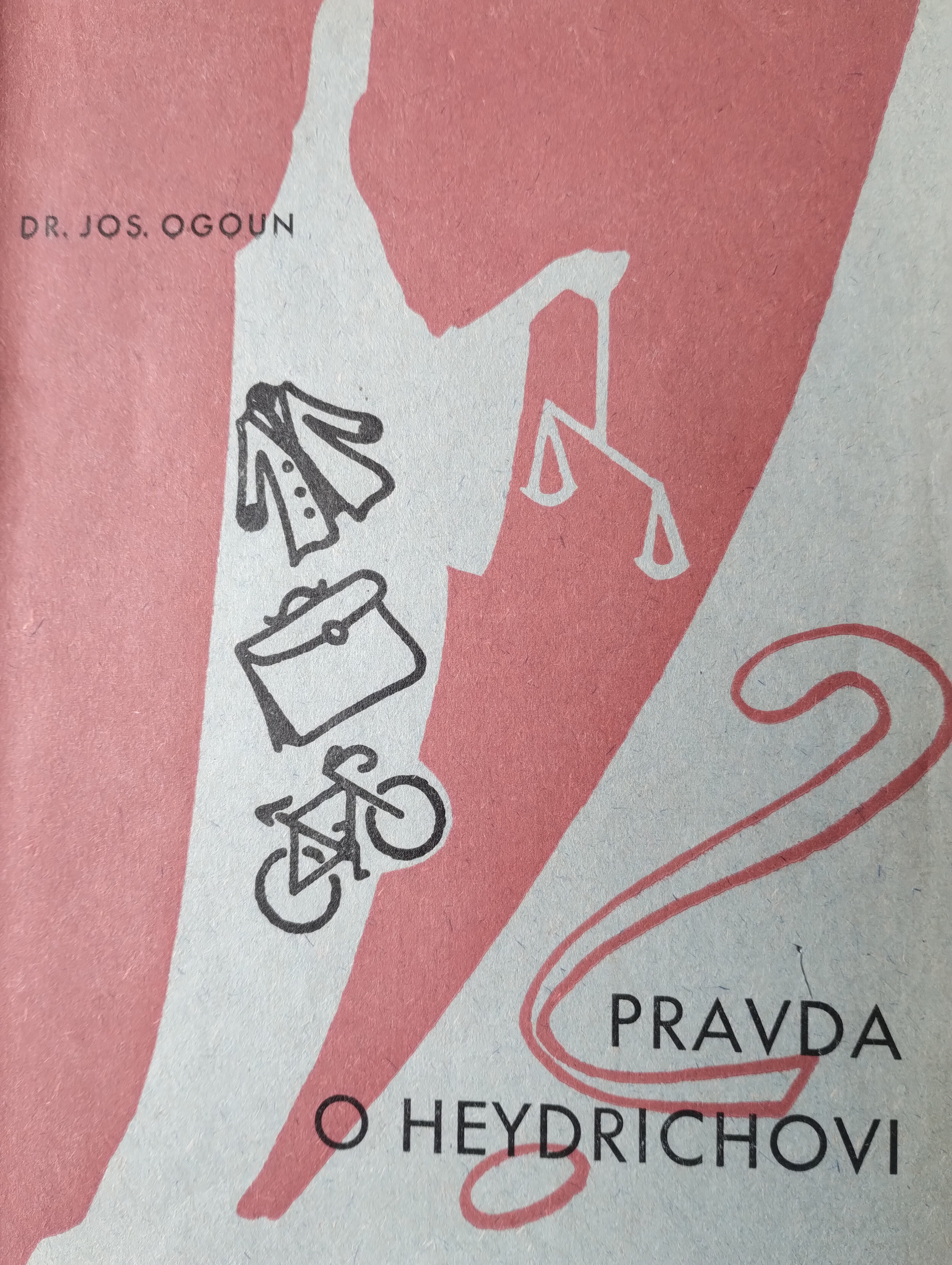
Pravda o Heydrichovi - vzpomínky sepsané po válce Josefem Ogounem
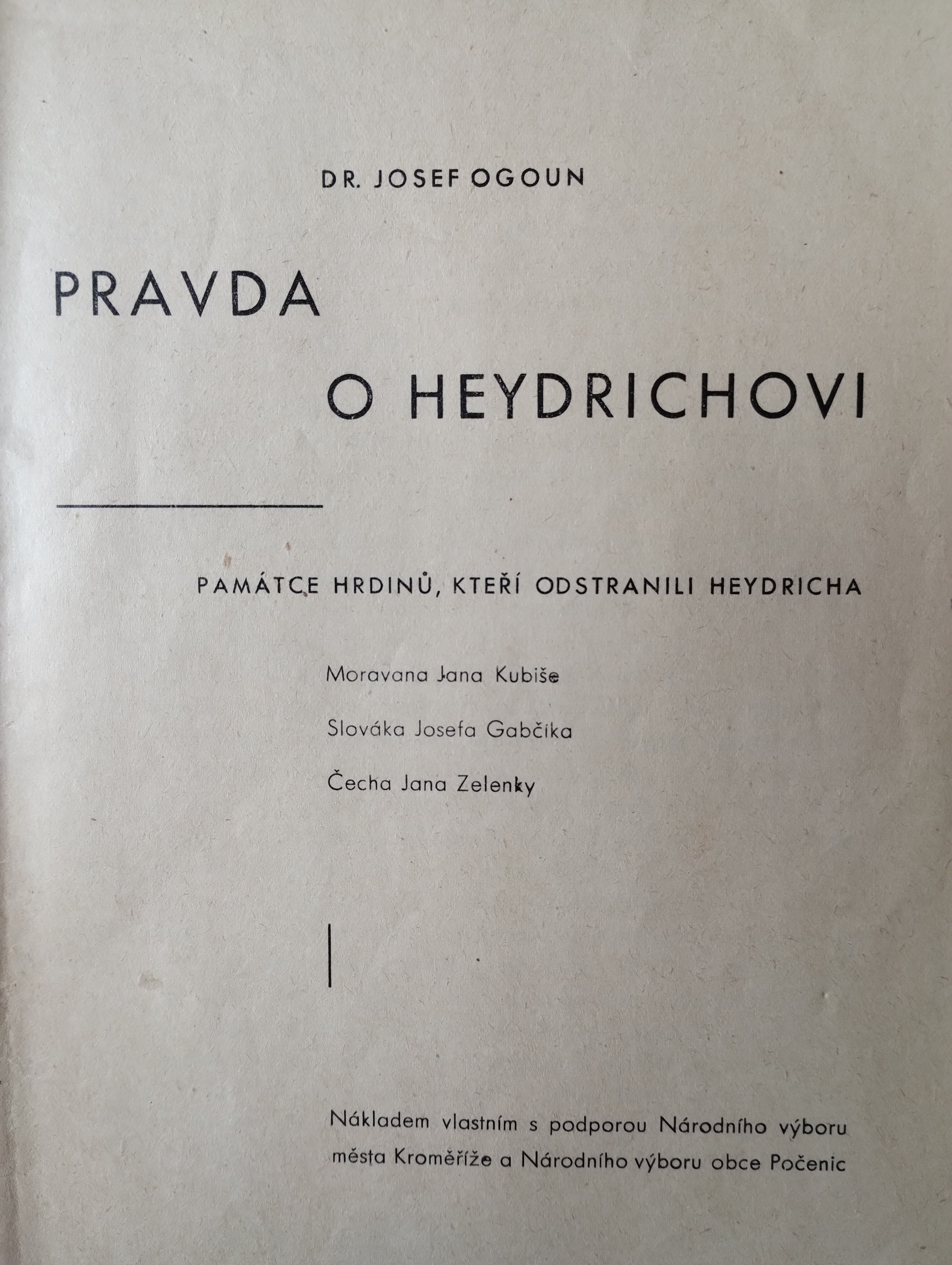
Pravda o Heydrichovi - vzpomínky sepsané po válce Josefem Ogounem